# Roche siliceuse

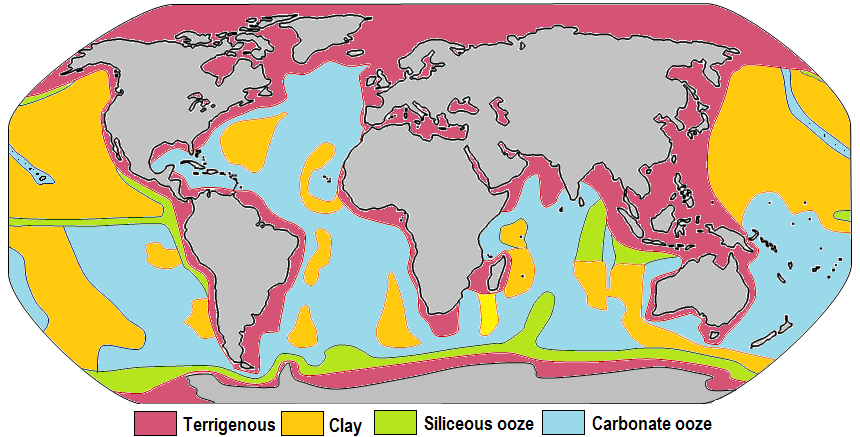
Carte de répartition des sédiments marins dans l'Océan mondial. Les boues siliceuses (en vert) s'observent dans les zones de haute productivité planctonique : boues à diatomées dans les hautes latitudes, boues à radiolaires dans la zone équatoriale.

Une roche siliceuse ou silicite est une roche sédimentaire constituée principalement de dioxyde de silicium (SiO2) sous forme de quartz, de calcédoine ou d'opale.
Les roches siliceuses, grâce à leur richesse en silice (> 50 %) ont la propriété de rayer le verre et l'acier. Elles peuvent avoir trois origines :
- roches d'origine détritique (sables siliceux, grès, conglomérats, gaizes).

- roches d'origine organique : silicites litées qui peuvent résulter d'une bioprécipitation. Les trois principaux organismes biominéralisant de la silice sont :
  - les radiolaires (qui forment les roches appelées radiolarites),
  - les diatomées (diatomites),
  - les porifères (spiculites et spongolites).

- roches d'origine chimique : silicites nodulaires (silex, cherts, meulières) qui résultent de la reprécipitation de silice biogénique.